# Georg Veith
Georg Veith (* 9. März 1875 in Černovice; † 3. September 1925 in der Nähe von Zile) war ein österreichischer Offizier, Althistoriker und Herpetologe.

## Leben
Georg Veith war k. u. k. Artillerie-Offizier, hatte jedoch schon früh auch Interesse an historischen und naturwissenschaftlichen Themen. Schon als junger Offizier erforschte er von seinem Garnisonsort Bilek aus historische römische Schlachtfelder auf dem Balkan und gleichzeitig die dortige Reptilienfauna.
Veiths erste althistorische Publikation erschien im Jahre 1900. Es folgten weitere Veröffentlichungen, oft in Zusammenarbeit mit Johannes Kromayer, dem Herausgeber einer Buchreihe über antike Schlachtfelder. In der Schlachtfeldforschung verband Veith sein militärisches Können als Stabsoffizier der k. u. k. Armee mit der Beobachtungsgabe des Naturforschers. 1921 wurde ihm für seine historischen Forschungen der Ehrendoktortitel der Universität Münster verliehen.
Mehrere Aufsätze zu Ereignissen des Ersten Weltkrieges, das bis heute nur in Auszügen veröffentlichte Manuskript über den Untergang der österreichisch-ungarischen Armee und Musikkritiken in Wiener Zeitschriften zeigen weitere Facetten seiner Tätigkeit.
Im Alter von 50 Jahren wurde der Oberst a. D. von zwei Hirten auf dem antiken Schlachtfeld von Zela erschlagen. Georg Veith wurde auf dem dortigen türkischen Friedhof begraben.
Der Nachlass Veiths gelangte 1926 an das österreichische Kriegsarchiv. Im Jahr 1950 fand am Naturhistorischen Museum in Wien eine Georg-Veith-Gedächtnisschau statt, in deren Folge der Nachlass inventarisiert wurde.

## Schriften (Auswahl)
- Geschichte der Feldzüge C. Julius Caesars. Seidel, Wien 1906.
- mit Johannes Kromayer: Antike Schlachtfelder. Bausteine zu einer antiken Kriegsgeschichte. 5 Bände in 6 Teilen, Berlin 1903–1931 Heidelberger historische Bestände – digital
- Cäsar. Quelle & Meyer, Leipzig 1912. 2. Auflage 1922.
- Die Feldzüge des C. Iulius Caesar Octavianus in Illyrien in den Jahren 35-33 v. Chr. Hölder, Wien 1914.
- Der Feldzug von Dyrrhachium zwischen Caesar und Pompejus. Mit besonderer Berücksichtigung der historischen Geographie des albanischen Kriegsschauplatzes. Seidel, Wien 1922.
- mit Johannes Kromayer: Schlachten-Atlas zur antiken Kriegsgeschichte. 120 Karten auf 34 Tafeln; mit begleitendem Text. 5 Lieferungen in 6 Teilen, Leipzig 1922–1926 Heidelberger historische Bestände – digital
- mit Johannes Kromayer: Heerwesen und Kriegführung der Griechen und Römer. Beck, München 1928 (Handbuch der Altertumswissenschaft, Abteilung 4, Teil 3, Band 2). Nachdruck 1963.

- Schriften zum Ersten Weltkrieg:
  - Werdegang und Schicksal der österreichisch-ungarischen Armee im Weltkriege. 1922 (Nachweis im ÖBV-Katalog)
  - Der Angriff auf Durazzo. 1922 (Nachweis im ÖBV-Katalog)
  - Die Isonzoverteidigung. 1932 (Nachweis im ÖBV-Katalog)